# 物理冶金学
物理冶金學（Physical Metallurgy）指的是利用物理學原理，例如熱力學（Thermodynamics）、電學（electricity）等，非化學的方法來達到提煉金屬或是改變金屬材料性能的學門，歸屬在材料科學領域，其主要探討的主題為晶體結構與缺陷（Crystal Structure and defect）、退火（Anneal）、擴散（Diffusion）、相變化（Phase Transformation）等冶金過程的原理。

## 晶體結構與缺陷
- 零維缺陷：即點缺陷，包含間隙缺陷（interstitial defect）、置換型原子（substitutional atom）、晶格空位（vancancy）
- 一維缺陷：即線缺陷，常見的為差排（dislocation）
- 二維缺陷：即面缺陷，包含相界（Phase boundary）、晶界（Grain boundary）、雙晶邊界（Twin boundary）、反相邊界（Anti-phase boundary）、疊差（Stacking fault）
- 三維缺陷：即體缺陷，常有的有空孔（Pore）、夾雜物 (Inclusion)

## 退火
起源於碳鋼的熱處理方法，現今已廣泛應用於所有材料，其指的是，利用改變材料所處條件，例如溫度、壓力，來改變材料內部微結構，進而改變材料之物理性質、機械性質。
以碳鋼為例，依據不同溫度下的熱處理，退火可分成下列
- 應力消除退火
- 製程退火
- 球化退火
- 完全退火
- 正常化退火
- 均質化退火

## 擴散
在物理冶金學中，一般是討論金屬原子在晶體中的擴散作用，金屬材料在適當溫度下，不同元素之原子會進行擴散，進而產生相變

## 相變化
在物理冶金學中，一般探討金屬材料的相變，金屬相變一般包含结晶（Solidification）、析出（Precipitation）、旋節分解（Spinodal decomposition）等。